# Rosa salvaje
Rosa salvaje en français : « Rose sauvage » est une telenovela mexicaine diffusée en 1987-1988 sur Canal de las Estrellas.

## Histoire
Rosa García vit avec sa marraine Tomasa qui l'a élevée depuis qu'elle est toute petite, toutes deux sont issues d'une classe très modeste. Rosa est naïve et n'a pas beaucoup d'éducation, quand quelqu'un l'embête, elle a l'habitude de le réprimander ou de le frapper, les gens l'appellent "la sauvage" et elle ressemble à un homme, car elle joue habituellement au football, aux billes et à d'autres jeux typiques des garçons avec d'autres enfants. Un jour, elle se rend avec ses amis dans un quartier de gens riches et dans une maison, ils prennent des prunes. Elle est surprise par Dulcina Linares, une femme ambitieuse et vaniteuse qui ne se soucie que de l'argent et de la classe sociale, et sa servante Leopoldina, qui la menacent d'appeler la police. Ricardo Linares, le frère de Dulcina, arrive et intercède pour elle. Il est gentil et a bon cœur, il ne la dénonce pas à la police, au contraire, il lui donne des prunes et de l'argent. Elle tombe éperdument amoureuse de lui. Ricardo est en conflit permanent avec ses sœurs Dulcina et Candida, qui veulent à tout prix qu'il épouse une femme millionnaire. Pour les contrarier, il décide d'épouser la première fille qu'il a envie d'épouser. Cette fille s'avère être Rosa. Mais Dulcina et Candida s'allient à Leonela Villarreal, une jeune femme qui possède une grande fortune et qui a toujours été attirée par Ricardo Linares, et elles feront tout pour les séparer. Ricardo tombe réellement amoureux de Rosa, mais lorsqu'elle apprend qu'il s'est marié sans amour et uniquement pour mettre ses sœurs en colère, elle ne peut pas lui pardonner. Dans la maison des Linares, Rosa subit les pires humiliations de la part de Dulcina et de sa sœur ainsi que de Leonela (comme un jour, lors d'une fête, où Dulcina humilie Rosa devant tous les invités en l'obligeant à frapper Lulu, une autre "amoureuse" de Ricardo), mais elle rencontre aussi Rogelio, le frère jumeau au grand cœur de Ricardo, et ils deviennent des amis proches. Rogelio est invalide, mais malgré le désarroi de Dulcina, il décide de se faire opérer pour remarcher et y parvient. Pendant que Rogelio se remet de l'opération, il est pris en charge par Linda, une amie de Rosa qui se fait passer pour une infirmière, et tous deux finissent par tomber amoureux.
D'autre part, Federico Robles est l'avocat des Linares, un homme ambitieux qui met Cándida enceinte, provoquant la jalousie et la fureur de Dulcina, qui a toujours été amoureuse de lui et avec qui elle avait des liaisons clandestines. Une nuit, la méchante sœur fait rouler Cándida dans les escaliers, sachant le scandale de la grossesse. Avec ça, elle parvient à tuer l'enfant de sa sœur. Plus tard, Dulcina épouse Federico Robles sans se douter qu'il s'approprie peu à peu la fortune des Linares et leur manoir. Après avoir découvert le détournement de fonds, Dulcina assassine Federico, croyant qu'en tant que veuve, elle héritera de tout ce qu'il lui a volé et récupérera ainsi la fortune et le manoir des Linares. Cependant, lorsque le testament de Federico est ouvert, on découvre qu'avant d'épouser Dulcina, il était marié à une autre femme dont il n'a jamais divorcé. Le mariage avec Dulcina n'est donc pas valide et sa femme légitime, devenue veuve, est l'héritière de tous ses biens, y compris le manoir des Linares, qu'elle décide de mettre en vente car elle n'a pas l'intention d'y vivre et donne aux Linares un délai pour le quitter.
De son côté, Leonela, sachant que Rosa s'est réconciliée avec Ricardo après un voyage qu'ils ont fait à Manzanillo, élabore un plan infernal pour coucher avec Ricardo afin que Rosa les voie. Elle réussit, devient la fiancée de Ricardo et ils se marient même. Peu après, Rosa découvre qu'elle attend un enfant de Ricardo et décide de ne pas le lui dire.
Plus tard, Rosa retrouve sa mère, Paulette Mendizábal, qui a dû donner le nouveau-né Rosa à son employée Tomasa pour éviter d'être tuée par sa mère, qui considérait sa grossesse comme un déshonneur parce que le père de la fille était le chauffeur de la maison avec lequel Paulette avait eu une liaison. Presque au moment de ces retrouvailles entre mère et fille, Rogelio Linares est poignardé par un délinquant du quartier où vivait Rosa, qui voulait Linda. Paulette transforme Rosa en une femme riche et distinguée, qui, malgré le pouvoir qu'elle détient, pense maintenant à se venger des Linares pour tout le mal qu'ils lui ont fait. Dans ce but, Rosa oblige Dulcina à s'agenouiller devant elle et à lui demander pardon, faute de quoi elle l'enverra en prison. Dulcina le fait et est humiliée devant Rosa, tout comme elle l'avait elle-même humiliée auparavant. Pour se venger de son humiliation, Dulcina envoie Léopoldine louer une maison sous un faux nom, puis ordonne que Rosa soit enlevée et emmenée là pour être elle-même tuée. Cependant, la femme chargée de s'occuper de Rosa en attendant que Dulcina arrive pour la tuer personnellement est émue d'apprendre qu'elle est enceinte et la laisse s'échapper. Dulcina est donc furieuse lorsqu'elle arrive pour tuer Rosa et ne la trouve pas. Pendant ce temps, Rogelio se remet à l'hôpital du coup de couteau qu'il a reçu et demande Linda en mariage pour qu'ils aillent ensemble au ranch des Linares où il terminera sa convalescence à sa sortie de l'hôpital.
Après avoir échappé à l'enlèvement et à la tentative de meurtre orchestrés par Dulcina, Rosa retourne chez sa mère et apprend que la veuve de Federico Robles a mis en vente le manoir des Linares. Elle décide donc de l'acheter et de le donner à Rogelio Linares, son grand ami et le seul membre de la famille Linares qui ne lui a pas fait de mal. Une fois la vente conclue, Dulcina, sans rien savoir, envoie Leopoldina pour tenter de récupérer le manoir de Linares auprès de la veuve de Federico Robles, mais elle revient avec la nouvelle que la maison a déjà été vendue et que c'est Rosa "la sauvage" qui l'a achetée. Dulcina est furieuse et jure que personne ne pourra jamais la faire sortir de chez elle. Rosa ne pardonne toujours pas à Ricardo de s'être fiancé et d'avoir épousé Leonela, mais le jeune homme se rend compte qu'il n'aime pas Leonela et décide de lui demander le divorce et de partir en voyage. Leonela est furieuse et jure qu'elle surveillera Rosa jour et nuit pour trouver le moment de la tuer, mais le plan tourne mal car lorsqu'elle l'écrase et s'enfuit, elle se retrouve coincée sur les rails du train et meurt horriblement écrasée dans sa voiture par le train et brûlée.
Pendant ce temps, seule, Dulcina donne à Leopoldina la distinction d'être une Linares et lui propose de mourir comme telle dans le manoir, mais pas avant d'avoir avoué qu'elle a assassiné Federico Robles. Cette conversation est entendue par le majordome, qui appelle la police. Dulcina entend les patrouilles à l'extérieur et prévoit de mettre le feu au manoir de Linares pour que Rosa n'en profite pas, et aussi pour mourir avec Leopoldina. Leopoldina n'est pas d'accord et elles commencent à se battre ; au cours de l'acte, Leopoldina tente de tuer Dulcina avec un couteau, mais Dulcina le lui arrache des mains. Leopoldina tombe sur le sol et s'empare d'une bouteille d'acide muriatique dans l'armoire avec laquelle elle défigure le visage de Dulcina, mais elle est abattue par Dulcina. La police entre dans la maison, arrête Dulcina et trouve le corps de Leopoldina.
Rosa et Ricardo dans la dernière scène du roman pleurent et se souviennent de tout, Rosa est sur le point de mourir avec son enfant dans le ventre et révèle finalement à Ricardo qu'il est le père de cet enfant. Mais à la fin, un miracle se produit...

## Réutilisation publicitaire
Quelques extraits de la série (cinq épisodes de vingt secondes chacun) ont été réutilisés à des fins publicitaires par la marque Sosh développée par l'opérateur téléphonique français Orange, pour sa campagne intitulée « Forfait Passion » lancée le 28 août 2016. Les cinq extraits ont ainsi fait l'objet d'un nouveau doublage sur des textes aux tons parodiques mettant en scène Rosa et Ricardo, rebaptisé pour l'occasion Barbara et Bradley. La première incitant de convaincre désespérément le second de passer chez Sosh…,,,,,

## Distribution
- Verónica Castro : Rosa García Montero de Linares "Rosa salvaje"
- Guillermo Capetillo : Ricardo Linares / Rogelio Linares
- Laura Zapata : Dulcina Linares
- Liliana Abud : Cándida Linares
- Edith González : Leonela Villarreal #1
- Felicia Mercado : Leonela Villarreal #2
- Renata Flores : Leopoldina
- Irma Lozano : Paulette Montero de Mendizábal
- Magda Guzmán : Tomasa "Manina" González
- Roberto Ballesteros : Dr. Germán Laprida
- Claudio Báez : Lic. Federico Robles
- Armando Calvo : Sebastián
- Ada Carrasco : Carmen
- Jaime Garza : Ernesto Rojas
- Bárbara Gil : Amalia
- Mariana Levy : Linda
- Alejandro Landero : Rigoberto "Rigo" Camacho
- Alejandra Maldonado : Malena
- Servando Manzetti : Eduardo Reynoso
- Alberto Mayagoitia : Pablo Mendizábal
- David Ostrosky : Carlos Manrique
- Aurora Clavel : Madre de Ernesto
- Maleni Morales : Miriam Acevedo
- Gloria Morell : Nana Eduviges
- Beatriz Ornella : Caridad
- Patricia Pereyra : Norma
- Gustavo Rojo : Padre Manuel de la Huerta
- Otto Sirgo : Ángel de la Huerta
- Gastón Tuset : Roque Mendizábal
- Liliana Weimer : Vanessa de Reynoso
- Mariagna Prats : Fernanda
- Flor Procuna : Vecina de Miriam
- Gerardo Murguía : Martín
- Ninón Sevilla : Zoraida Moreno
- Alejandro Montoya : Armando
- Beatriz Sheridan : La Campana
- Jacarandá Alfaro : Irma Cervantes
- Patricia Ancira : Estela Gómez
- Socorro Avelar : La Maldita
- Magda Karina : Angélica
- Ari Telch : Jorge Andueza
- Meche Barba : Sor Mercedes
- René Cardona : Don Feliciano
- Álvaro Cerviño : Lic. Alberto Valencia
- Hortensia Clavijo "La Cucara" : Agripina Pérez "La Tequilera"
- Karina Duprez : María Elena Torres
- Alicia Encinas : Lulú Carrillo
- Arturo García Tenorio : Agustín Campos
- Josefina Escobedo : Felipa
- Erika Magnus
- Antonio Valencia
- José Roberto Hill
- Gabriela Hoffer
- Alberto Inzúa : Néstor Parodi
- Beatriz Moreno : Eulalia
- Rafael Inclán : Inspecteur de police
- René Muñoz : docteur de Rosa
- Juan Carlos Serrán : Pedro Luis García
- Mauricio Ferrari : Carlos Montero
- Leonardo Daniel : Enrique Molina
- Julia Marichal : Romelia
- Polo Ortín : agent Mijares
- David Rencoret : Felipe Arévalo
- Marta Resnikoff : Esperanza
- Polly : América
- Roxana Saucedo : Violeta
- Eduardo Alcaraz : Chef de la police
- María Martín : Madame Roubier
- Héctor Bonilla - Braulio Covarrubias
- Raymundo Capetillo - Reynaldo (docteur)
- Jorge Granillo : Palillo
- Tito Livio : Tito
- Julio Andrés López : Perico
- Adrián Martínez : Adrián "El Muelas"
- Sebastián Garza : Chala
- Raquel Parot : Rosaura de la Riva de Montero
- Guy de Saint Cyr : Román
- Gerardo Acuña : ami de Raúl
- Ana María Aguirre : Ama de llaves
- Arturo Allegro : Pedro
- Edmundo Barahona
- Carlos Becerril : la voix de perroquet "Crispín" / Dr. del Castillo
- Renan Moreno : Gerente Aerolínea
- Eduardo Borja : Hilario
- Rosita Bouchot : La Tigresa
- Rossana Cesarman : Celia
- Gerardo Correa
- Carmen Cortés : Doña Filomena
- Guillermo de Alvarado : José de Jesús
- Ricardo de Loera : propriétaire de Leopoldina
- Dina de Marco : Natalia
- Bertha del Castillo : Justina
- Gustavo del Castillo : David
- Rafael del Villar : Ramón Valadez
- Rosa Elena Díaz : Doña Carmela
- Eduardo Díaz Reyna : Segundo
- Erik Estrada : Teniente Rocha
- Armando Franco : Raúl de la Huerta
- Cecilia Gabriela : Ingrid
- Claudia Gálvez : Cleopatra
- Alberto González
- Alejandro Guce : Diego
- Arturo Guízar : Rufino
- Álvaro Hegewish
- Benjamín Islas : Martín
- Sergio Jurado : police
- Noé Ladrón de Guevara
- Ismael Larumbe : Détective Castro
- José Lavat : Détective Granillo
- Ana Libia : lui-même
- Agustín López Zavala : psychiatre Cándida
- Arturo Lorca : agent Fernández
- Jaime Lozano : Docteur de Tomasa
- Ángeles Marín : infirmière hôpital des sœurs
- Patricia Martínez : La Siempre Viva
- Aurora Medina : Mary
- Antonio Miguel : Notario
- Enrique Miranda : Detective
- Julio Monterde : Dr. Rodrigo Álvarez
- Anna Silvetti : Eva
- Dora Montero
- Raquel Morell : Paulina
- Alicia Osorio : Olga
- Armando Palomo : Oscar Vicuña "Muñeco"
- Raquel Pankowsky : La Tacones
- Yula Pozo : Lupe
- Lei Quintana : Silvia
- Carmen Rodríguez : Dora
- Jean Safont : Dr. Torres
- Jorge Santos : Dr. Castillo
- Darwin Solano : conjoint de Natalia
- Ricardo Vera : Mendoza
- Juan Verduzco : Sr. Ramos
- Humberto Yáñez : Isidro Vázquez
- Liza Willert : infirmière Cándida
- Marcela Bordes : demoiselle de Linares
- Karen Sentíes : invité à la fête de Linares
- María Fernanda García : invité à la fête de Linares
- Montserrat Oliver : invité à la fête de Linares
- Gerardo Klein : invité à la fête de Linares
- Rodrigo Nery : sous publique
- Antonio Brillas : Merolico
- Margarita Cortés : voisin de Rosa
- Miguel Serrós : raider de Tomasa
- Roger Cudney : Boutons à l'hôtel de New York
- Cecilia Romo : Client s'est évanoui au jouet
- Bertha Cervera : Lavandera
- Alejandro Shepard
- Jorge Vera
- Juan Zaizar
- Alejandro Zubirats

## Diffusion internationale
| Pays                                 | Chaîne                       | Titre          | Série prémière                             |
| ------------------------------------ | ---------------------------- | -------------- | ------------------------------------------ |
| Mexique                              | Canal de las Estrellas       | Rosa salvaje   | 1987                                       |
| Mexique                              | TLNovelas                    | Rosa salvaje   | 2020 (rediffusion)                         |
| Porto Rico                           | WSTE-DT                      | Rosa salvaje   |                                            |
| Colombie                             | Cadena Uno                   | Rosa salvaje   |                                            |
| Pérou                                | América Televisión           | Rosa salvaje   |                                            |
| Équateur                             | Ecuavisa                     | Rosa salvaje   |                                            |
| Équateur                             | TC Televisión                | Rosa salvaje   |                                            |
| Chili                                | Televisión Nacional de Chile | Rosa salvaje   |                                            |
| Chili                                | Mega                         | Rosa salvaje   |                                            |
| Venezuela                            | Venevisión                   | Rosa salvaje   |                                            |
| Italie                               | Rete 4                       | Rosa selvaggia |                                            |
| Italie                               | Lady Channel                 | Rosa selvaggia |                                            |
| Brésil                               | SBT                          | Rosa Selvagem  | 1991 1993 (rediffusion)                    |
| Brésil                               | TLNetwork Portugués          | Rosa Selvagem  | 2010 2013 (rediffusion) 2017 (rediffusion) |
| Angola                               | TLNetwork Portugués          | Rosa Selvagem  | 2010 2013 (rediffusion) 2017 (rediffusion) |
| Mozambique                           | TLNetwork Portugués          | Rosa Selvagem  | 2010 2013 (rediffusion) 2017 (rediffusion) |
| Argentine                            | Canal 9                      | Rosa salvaje   |                                            |
| Estonie                              | ETV                          | Metsik roos    | 1994                                       |
| Allemagne Autriche Suisse Luxembourg | RTLplus                      | Die wilde Rose | 1990 1991 (rediffusion)                    |
| Allemagne Autriche Suisse Luxembourg | RTL Passion                  | Die wilde Rose | 2008 2010 (rediffusion) 2011 (rediffusion) |